# Церковь Рождества Иоанна Предтечи (Суздаль)
Церковь Рождества Иоанна Предтечи или Рождественская церковь — зимняя церковь в Кожевенной слободе Суздаля, расположенная на правом берегу реки Каменки. Построена в 1739 году, колокольня с вогнутым шатром пристроена в 1740 году. Образует архитектурный ансамбль со стоящей рядом летней Богоявленской церковью, появившейся в 1781 году.
Церкви стоят на территории древней слободы суздальских кожевников, располагавшейся по обе стороны реки Каменки. Дошедшие до нашего времени каменные сооружения были возведены вместо сгоревших в XVII веке деревянных церквей.
Вытянутое с востока на запад здание по форме напоминает клетские деревянные храмы, в которых соединения срубов заменены пилястрами. С запада к зданию примыкает небольшая паперть, являющаяся основанием восьмигранной колокольни со стройным, слегка вогнутым шатром. Колокольня была пристроена в 1740 году и походит на снесённую колокольню Входо-Иерусалимской церкви. Храм покрыт двухскатной металлической кровлей и увенчан небольшой луковичной главкой на тонком резном барабане.
Здание не подвергалось перестройкам, за исключением расширения некоторых проёмов.